# En kul grej hände på väg till Forum
Denna artikel handlar om scenmusikalen. För Richard Lesters film från 1966 med samma namn, se En kul grej hände på väg till Forum (film).
En kul grej hände på väg till Forum (engelska: A Funny Thing Happened on the Way to the Forum) är en farsmusikal med musik och sångtexter av Stephen Sondheim. Libretto av Burt Shevelove och Larry Gelbart (som senare blev manusförfattare till MASH) bygger på Plautus (254–184 f.Kr.) romerska komedier.

## Handling
Musikalen utspelar sig i det gamla romarriket och handlingen kretsar kring två slavar, Pseudulus och Hysterium (Mostel och Gilford), som lämnas att ta hand om huset åt sin bortreste herre. Pseudulus lovar sonen i huset att ordna så han får den flicka han är kär i, mot vilket han ska få sin frihet. Men flickan är inlåst i bordellen i huset bredvid, och redan bortlovad till en romersk general. Därifrån fortsätter förvecklingarna.

## Produktionshistorik
Musikalen iscensattes av George Abbott. Den mest kända historien om musikalens tillkomst handlar om när Jerome Robbins hoppade in som hjälpregissör när provföreställningarna före premiären inte gick så bra. Han lärde ut att om man ska få folk att skratta, så måste man först tydligt meddela att det är en rolig pjäs de kommer att få se. Så Sondheim skrev en ny öppningssång, den kända "Comedy Tonight" ("Something appealing / Something appalling / Something for everyone / A comedy tonight!") och musikalen blev en succé.
Broadwaypremiären var på Alvin Theatre 8 maj 1962 och uppsättningen gick 966 gånger. Den fick en Tony Award som bästa musikal 1963. I rollistan fanns bland andra Zero Mostel, Jack Gilford och John Carradine.
1965 spelades musikalen på Idéonteatern i Stockholm och därefter på Cabaréteatern Liseberg i Göteborg, i produktion av Knäppupp AB med Lars Ekborg, Carl-Gustaf Lindstedt, Sune Mangs, Frej Lindqvist, Sten Ardenstam, Britt Bern och Margareta Sjödin, som här gjorde sin första roll som dum blondin.  
2001 gavs musikalen på Östgötateatern i Norrköping-Linköping med bland andra Kyri Sjöman, Reuben Sallmander, Anki Albertsson, Jessica Heribertsson och Guy de la Berg.

## Filmatisering
Musikalen filmatiserades 1966, där Mostel och Gilford repriserade sina roller. Buster Keaton gjorde sin sista filmroll och även Phil Silvers och Michael Hordern finns med i rollistan.